# Stalin (film 1992)
Stalin è un film per la televisione prodotto dalla HBO del 1992 diretto da Ivan Passer e interpretato da Robert Duvall.

## Riconoscimenti
- 1993 - Golden Globe
  - Golden Globe per il miglior attore in una mini-serie o film per la televisione a Robert Duvall
  - Golden Globe per il miglior attore non protagonista in una serie a Maximilian Schell
  - Golden Globe per la miglior attrice non protagonista in una serie a Joan Plowright
  - Candidatura al Golden Globe per la miglior mini-serie o film per la televisione

- Primetime Emmy Awards
  - 1993 - Migliore film per la televisione